# Bio-MEMS

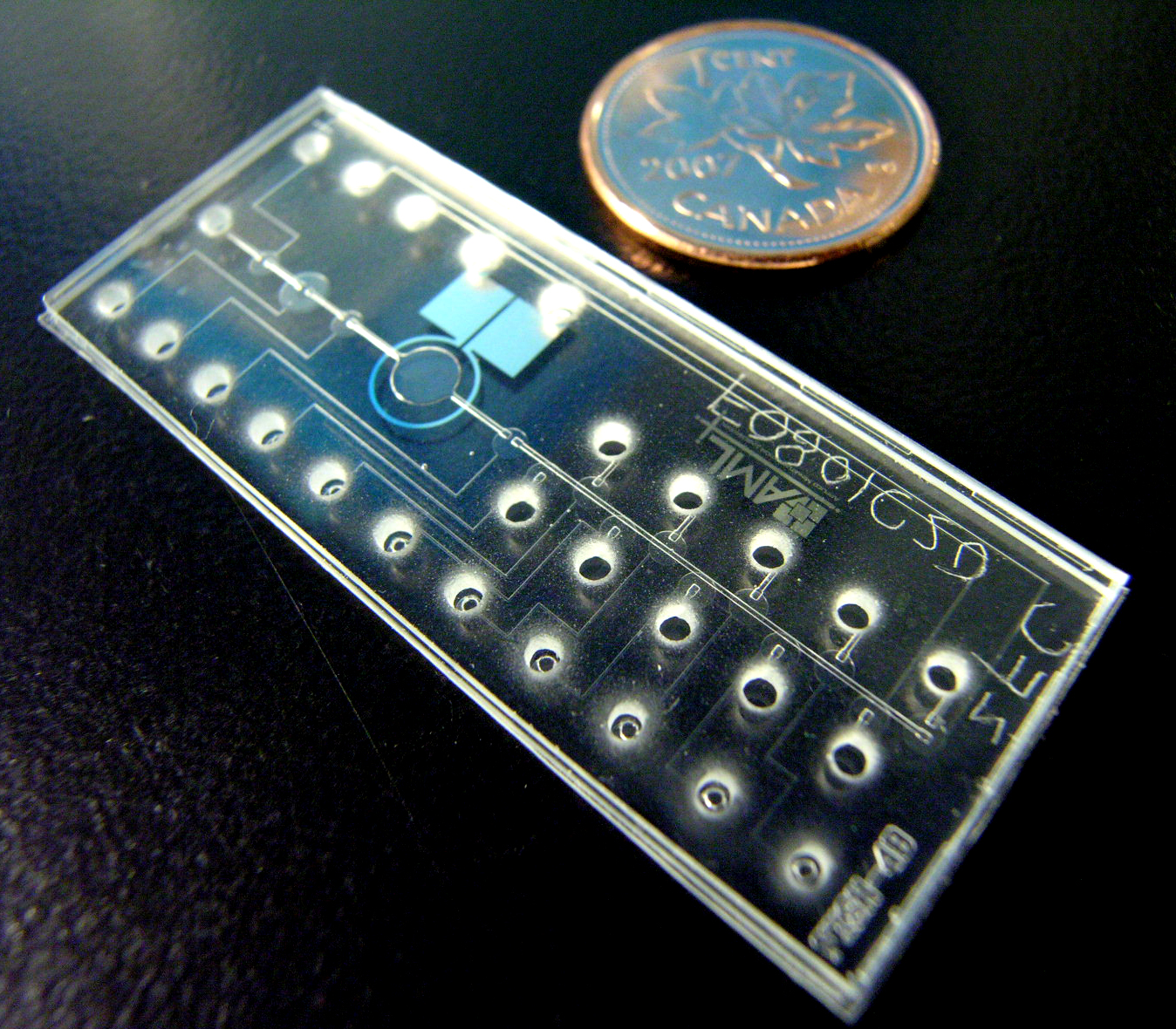
Un exemple de dispositiu bio-MEMS és aquest microxip FISH automatitzat, que integra un multiplexor de reactius, una cambra cel·lular amb una capa d'escalfador de pel·lícula fina i una bomba peristàltica.

Bio-MEMS és una abreviatura de sistemes microelectromecànics biomèdics (o biològics). Els bio-MEMS tenen una superposició considerable, i de vegades es considera sinònim, amb els sistemes d'μTAS lab-on-a-chip (LOC) i micro total (μTAS). Bio-MEMS normalment se centra més en peces mecàniques i tecnologies de microfabricació adequades per a aplicacions biològiques. D'altra banda, lab-on-a-chip s'ocupa de la miniaturització i la integració de processos i experiments de laboratori en xips únics (sovint microfluídics). En aquesta definició, els dispositius lab-on-a-chip no tenen aplicacions biològiques estrictament, encara que la majoria ho fan o es poden adaptar per a finalitats biològiques. De la mateixa manera, és possible que els sistemes d'anàlisi micro total no tinguin aplicacions biològiques en ment, i solen estar dedicats a l'anàlisi química. Es pot utilitzar una definició àmplia de bio-MEMS per referir-se a la ciència i la tecnologia d'operar a microescala per a aplicacions biològiques i biomèdiques, que poden incloure o no cap funció electrònica o mecànica. La naturalesa interdisciplinària de bio-MEMS combina ciències dels materials, ciències clíniques, medicina, cirurgia, enginyeria elèctrica, enginyeria mecànica, enginyeria òptica, enginyeria química i enginyeria biomèdica. Algunes de les seves principals aplicacions inclouen la genòmica, la proteòmica, el diagnòstic molecular, el diagnòstic al punt d'atenció, l'enginyeria de teixits, l'anàlisi de cèl·lules unicel·lulars i els microdispositius implantables.

## Història
El 1967, SB Carter va informar de l'ús d'illes de pal·ladi evaporades per l'ombra per a la fixació de cèl·lules. Després d'aquest primer estudi bio-MEMS, el desenvolupament posterior en el camp va ser lent durant uns 20 anys.
El 1985, Unipath Inc. va comercialitzar ClearBlue, una prova d'embaràs que encara s'utilitza avui dia que es pot considerar el primer dispositiu microfluídic que conté paper i el primer producte microfluídic al mercat.
Avui dia, els hidrogels com l'agarosa, les fotoresistències biocompatibles i l'autoassemblatge són àrees clau d'investigació per millorar els bio-MEMS com a substituts o complements del PDMS.

## Aplicacions[4]

### Bio-MEMS com a biosensors miniaturitzats
Els biosensors són dispositius que consisteixen en un sistema de reconeixement biològic, anomenat bioreceptor, i un transductor. La interacció de l'analit amb el bioreceptor provoca un efecte que el transductor pot convertir en una mesura, com un senyal elèctric.

### Bio-MEMS per al diagnòstic
Microarrays genòmics i proteòmics, Xips d'oligonucleòtids. micromatrius d'ADNc, Micromatrius de pèptids i proteïnes, Xips de PCR, Dispositius de diagnòstic al punt d'atenció

### Bio-MEMS en enginyeria de teixits
La tecnologia de cultiu cel·lular convencional no pot permetre de manera eficient proves combinatòries de candidats a fàrmacs, factors de creixement, neuropèptids, gens i retrovirus en medi de cultiu cel·lular.

### Bio-MEMS en implants mèdics i cirurgia
L'objectiu dels microelèctrodes implantables és connectar amb el sistema nerviós del cos per registrar i enviar senyals bioelèctrics per estudiar malalties, millorar les pròtesis i controlar els paràmetres clínics.